# Подружна
Подружна (пол. Podróżna, нім. Preußenfeld; before 1927: Podrusen) — село в Польщі, у гміні Краєнка Злотовського повіту Великопольського воєводства.
Населення — 462 особи (2011).
У 1975-1998 роках село належало до Пільського воєводства.

## Демографія
Демографічна структура станом на 31 березня 2011 року:
|          | Загалом | Допрацездатний вік | Працездатний вік | Постпрацездатний вік |
| -------- | ------- | ------------------ | ---------------- | -------------------- |
| Чоловіки | 250     | 74                 | 162              | 14                   |
| Жінки    | 212     | 56                 | 126              | 30                   |
| Разом    | 462     | 130                | 288              | 44                   |